# Phalanger matabiru
Phalanger matabiru é uma espécie de marsupial da família Phalangeridae. Pode ser encontrada na Nova Guiné.